# Hospital de los Venerables (Sevilla)
El Hospital de los Venerables Sacerdotes de Sevilla (Andalucía, España) es un edificio barroco de la segunda mitad del siglo XVII que sirvió como residencia de sacerdotes. Desde 1991 es la sede de la Fundación Focus. Una de sus salas alberga el Centro Velázquez, donde obras de ese pintor están acompañadas de las de otros artistas del Siglo de Oro, como Murillo, Francisco Pacheco y Zurbarán.
Se encuentra en la plaza de los Venerables, en el barrio Santa Cruz.

## Historia
En 1627 la Hermandad del Silencio, establecida en el Hospital de San Antón de la calle de las Armas (actual calle Alfonso XII), alquiló una casa para algunos sacerdotes desvalidos en la calle de Las Palmas (actual calle Jesús del Gran Poder). Estos se sostenían gracias a donaciones de miembros de la hermandad y de otras gentes. Posteriormente, se trasladó el conocido ya como Hospital de Ancianos Sacerdotes a un local mayor en la calle Vieja de San Andrés, cerca del Hospital del Pozo Santo, y pasó a llamarse Amparo de Venerables Sacerdotes.
La Hermandad del Silencio no podía con los gastos de esta fundación. El V duque de Alba, Antonio Álvarez de Toledo y Beaumont, decidió patrocinar una hermandad específica para este fin. En 1639 este noble murió y la hermandad se encontraba casi extinguida. Entonces la Hermandad del Silencio decidió recuperar la gestión y trasladar la residencia-hospital a la Ermita de San Blas, a las afueras de la ciudad, donde el olvido de estos aumentó y las condiciones empeoraron.
En 1659 la Hermandad de San Bernardo se hizo cargo y los sacerdotes se trasladaron a un inmueble conocido como Hospital de San Bernardo o de los Viejos, donde también se acogían a ancianos y ancianas laicos. En este lugar había problemas de espacio.

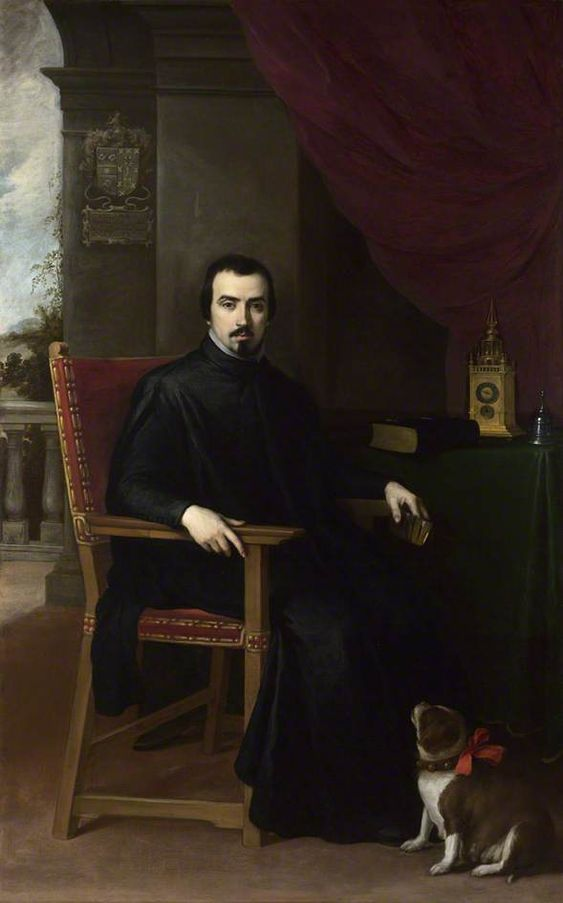
Retrato de Justino de Neve realizado por Bartolomé Esteban Murillo en 1665. Se encuentra en la National Gallery de Londres.

En 1673 el canónigo Justino de Neve promovió la recogida de limosnas para estos sacerdotes ancianos y quiso crear una hermandad específica.
La hermandad consiguió que el conde de Gelves y duque de Veragua, Pedro Manuel Colón de Portugal, donase el 28 de diciembre de 1675 la parcela donde había estado el corral de comedias de Doña Elvira. En 1676 se adquirieron casas anejas del entorno de la calle Agua y la plaza de Atambor, a cambio de otras casas que la hermandad tenía en la collación de San Martín. Ese mismo año la hermandad también compró una casa de la calle Jarmerdana a la Hermandad de Ánimas de la Iglesia del Sagrario y otra casa con corral de la misma calle al marqués de Casal.
El 26 de abril de 1676 tuvo lugar el primer cabildo de la hermandad, nombrándose como presidente eclesiástico a Justino de Neve y como presidente secular al marqués de Paradas, Fernando Villegas. Las reglas y estatutos de la hermandad fueron redactados por Neve y aprobados el 17 de junio de 1676.
Justino de Neve contó con el apoyo del arzobispo Ambrosio Ignacio Spínola y Guzmán, que donó el 20 de mayo de 1678 22 000 reales de vellón para la obra, y de los canónigos Luis Colbert, Luis Federigui y Juan de Loaysa. En febrero de 1685 tomó posesión un nuevo arzobispo, Jaime de Palafox y Cardona, que continuó apoyando el proyecto.
Neve fue presidente eclesiástico de la hermandad hasta su muerte, el 12 de junio de 1685.
Entre los primeros donantes pueden mencionarse a Roberto Colbert, caballero de la Orden de Calatrava y caballero veinticuatro de Sevilla, y al capitán Juan Ribón.
Pedro Colbert, almirante y caballero de la Orden de Santiago, fue nombrado presidente secular de la hermandad en 1685 y reelegido en 1698.
El 20 de febrero de 1676 los sacerdotes fueron alojados temporalmente por la hermandad en una casa que alquiló en la calle Consuelo. El 20 de junio de 1679 se trasladaron al hospital definitivo.
El 13 de abril de 1676 comenzaron las obras de construcción del edificio. Es posible que las trazas del edificio hubieran sido realizadas por Esteban García, por entonces maestro mayor de obras de la catedral, el arzobispado y "de los hospitales sujetos al ordinario", muerto en 1681. En un documento del 17 de abril de 1684 se menciona por primera vez a Juan Domínguez como maestro mayor de esta obra. Entre 1686 y 1687 Leonardo de Figueroa figura como oficial de albañilería en las obras de este edificio. Después se trasladó a Carmona hasta 1690. En 1696 regresó a los trabajos en este hospital como maestro mayor de obras. La iglesia del hospital, dedicada a San Pedro y San Fernando, se inauguró el 17 de mayo de 1699. Ese año el edificio quedó totalmente terminado.
En 1814, tras el derribo de la Iglesia de Santa Cruz, la iglesia de este hospital pasó a servir de parroquia hasta 1840, en que este papel pasó a ejercerlo la iglesia del desamortizado Convento del Espíritu Santo.
En 1841 el regente Espartero desamortizó los bienes del clero secular. Por entonces, los sacerdotes fueron trasladados al Hospital de la Caridad. La llegada del Partido Moderado al poder en 1844 paralizó estas ventas en España. El Hospital de los Venerables fue usado como fábrica de tejidos y fósforos.
Una Real Orden de 1847 dispuso devolver la administración del Hospital de los Venerables a la hermandad y los sacerdotes regresaron. Una ley de 1848 admitió que la hermandad era una institución privada que se financiaba con sus propias rentas.
La Plaza de los Venerables es llamada así desde el año 1868.
En 1923 se amplió el hospital adquiriendo una casa, el número 2 de la calle Consuelo, para alojar a enfermos contagiosos. La hermandad vendió esta casa en 1967.
El edificio abandonó su función social en la década de 1960.
En 1967 se inauguró en su interior un museo donde las cofradías sevillanas exponían algunos de sus objetos, pero este decayó y ya no existía en la década de 1980.
La hermandad era incapaz de mantener el edificio y el 21 de febrero de 1987 el arzobispo Carlos Amigo Vallejo nombró una comisión gestora. El 9 de julio de 1987 se firmó el contrato para que fuese la sede de la Fundación Fondo de Cultura de Sevilla (Focus), creada por la empresa Abengoa.
Tras un proceso de restauración del inmueble, la reina Sofía acudió el 5 de noviembre de 1991 a una exposición de pintura sevillana organizada por Focus.
En julio de 2007 la Fundación Focus adquirió el cuadro Santa Rufina, atribuido a Diego Velázquez, por un importe de 12,4 millones de euros. En 2008 la fundación dedicó a este cuadro y a otras obras del siglo XVII un espacio en el edificio, conocido como Centro Velázquez. El Ayuntamiento de Sevilla contribuyó con la cesión del cuadro La imposición de la casulla a san Ildefonso, de este artista.
En noviembre de 2022 Abengoa entró en concurso de acreedores y en diciembre del mismo año la Universidad Loyola se asoció con Focus para realizar una labor cultural conjunta.

## Archivo
En la segunda mitad del siglo XX el Archivo del Hospital de los Venerables se encontraba en un lamentable estado de abandono y era difícil acceder a él. La historiadora alemana Petra Rotthoff convenció al archivero del Arzobispado Pedro Rubio Merino de mejorar su situación integrándolo en el Archivo General del Arzobispado.
Rubio y Rotthoff realizaron un inventario del archivo del hospital situando los documentos en las siguientes series: Reglas y Estatutos, Acuerdos Capitulares, Acogidos, Fábrica, Personal, Correspondencia, Dotaciones, Colecturía, Bienes, Derechos y Obligaciones, Justicia, Contaduría y Diversos.
Los documentos arrojan información sobre historia del arte, la vida social y religiosa de Sevilla y la historia del centro hasta la segunda mitad del siglo XIX.

## Descripción

### Estancias y patios del hospital

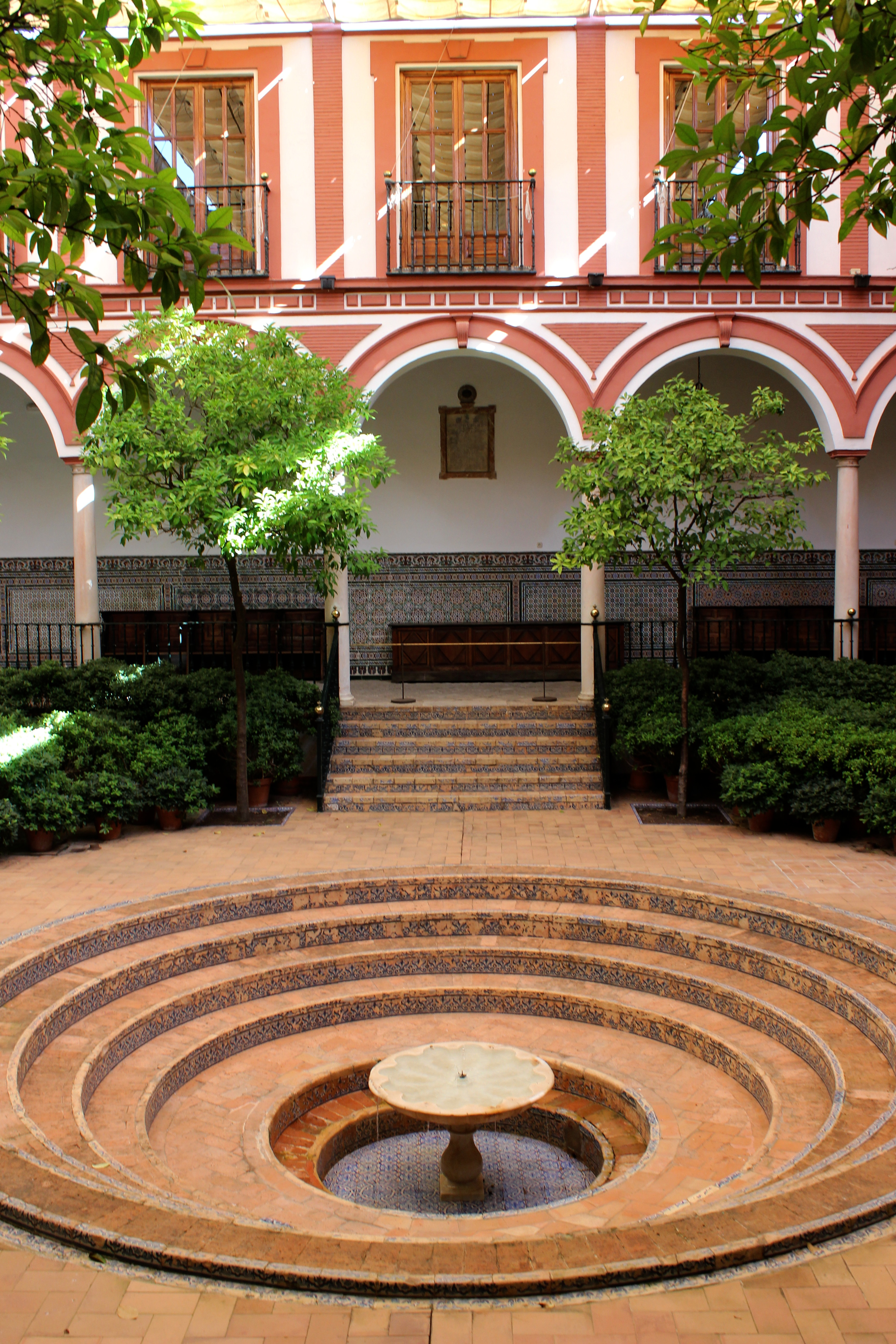
Patio principal del Hospital de los Venerables

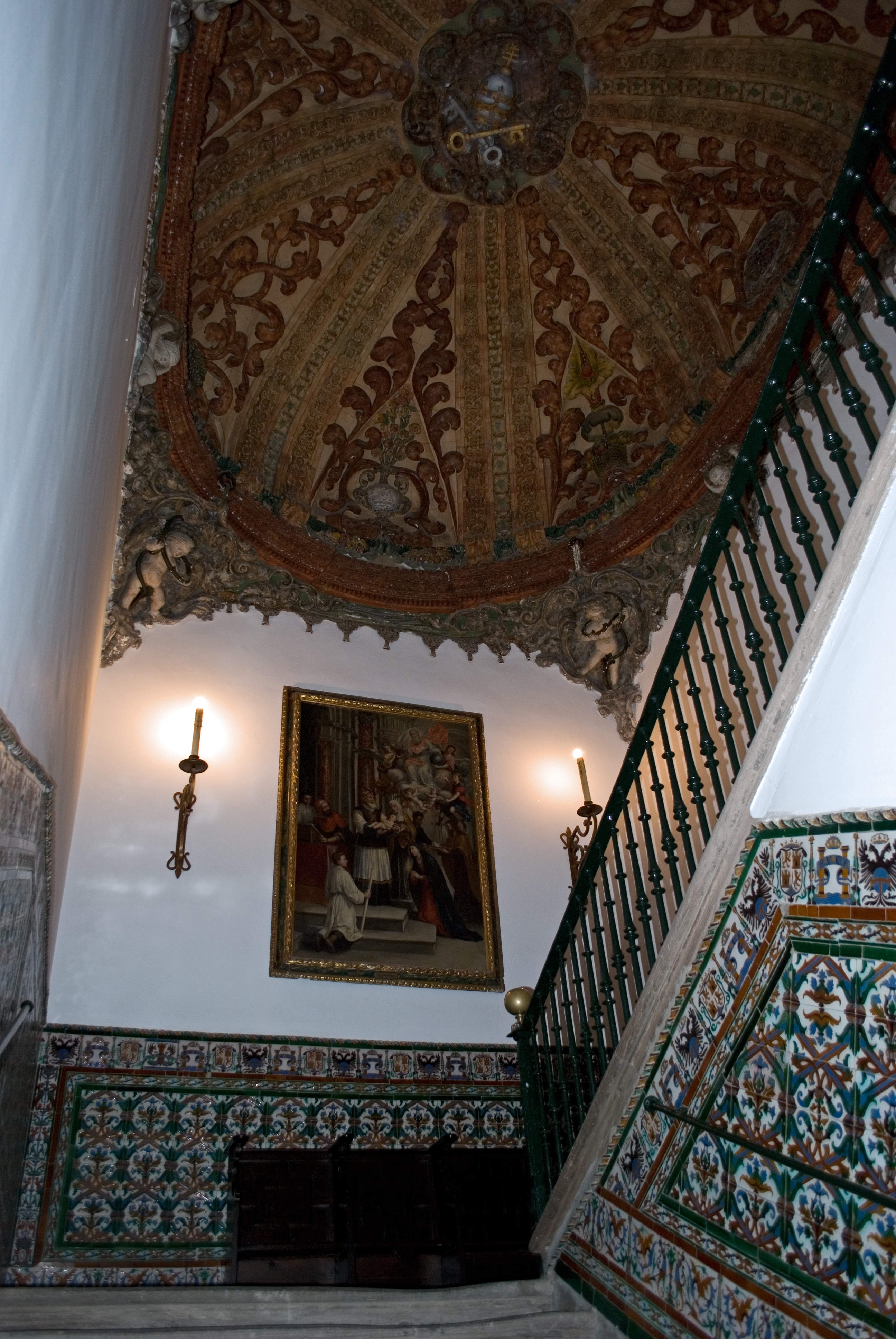
Detalle de la escalera y la bóveda que la cubre.

Por la portada de la Plaza de los Venerables se accede a un apeadero con dos grandes arcadas que son sostenidas por cuatro columnas pareadas. Por una escalera se accede al patio central, con dos plantas.
En el lado derecho del apeadero está la casa del administrador de la institución. Esta ya estaba construida el 15 de agosto de 1678, cuando las obras fueron visitadas por el arzobispo Ambrosio Spínola. Esta casa, de dos plantas en torno a un pequeño patio, se encuentra haciendo esquina entre la Plaza de los Venerables y la calle Jamerdana.
El patio central es cuadrado y la planta baja tiene galerías en sus lados sostenidas por columnas de mármol. La planta alta está cerrada. Cuenta con balcones situados sobre los arcos inferiores y vanos con pilastras de ladrillo que se encuentran sobre las columnas de mármol de la planta inferior. El color de patio y de las fachadas es blanco, propio de la cal, y rojizo para las pilastras de ladrillo, los arquitrabes y las cornisas.
El suelo central del patio se encuentra a una cota inferior, pudiéndose acceder por cuatro escalinatas concéntricas. La fuente central se encuentra a una altura inferior, rodeada por una escalinata circular de ladrillo y azulejos. La pila de la fuente fue diseñada por Bernardo Simón de Pineda y labrada por Francisco Rodríguez.
Los azulejos del patio fueron producidos por Melchor Moreno.
Entrando en el patio principal, hacia la izquierda, se encuentra la escalera principal, con dos cuerpos de ascenso, en un espacio rectangular. Tiene una cúpula eclíptica con ocho nervaturas y está decorada con yeserías.
Pasada la salida a la escalera, continuando por la planta baja del patio, se encuentran la Sala de Cabildo y el Refectorio. Estas salas son cuadradas y tienen artesonados de finales del siglo XVII.
Los dormitorios y las cocinas, actualmente desaparecidos, se encontraban en el lado de poniente y hasta el ángulo noreste del patio principal. Por este ángulo se accede a un patio más pequeño con una galería inferior con columnas y una planta superior. En este patio pequeño hay una escalera semicircular por la que se accede a una puerta que da a la calle Consuelo.
Por el lado oriental de la planta baja del patio se accede a la Enfermería Baja. Se trata de una estancia rectangular con una arquería central sostenida por columnas.
La planta superior tiene la misma disposición que la inferior y era usada en invierno. Sobre la Enfermería Baja se encuentra la Enfermería Alta, que está comunicada con el coro de la iglesia.

### Exterior de la iglesia
La fachada delantera de la iglesia se encuentra en la calle Jamerdana y se estructura en tres cuerpos. El cuerpo inferior cuenta con tres arcos sostenidos por columnas dobles de mármol rojo con cimacios decorados con gallones. El segundo cuerpo tiene dos pilastras dóricas de ladrillo con fuste vitolado situadas encima de donde están las columnas de la planta inferior. En el centro de este segundo cuerpo hay una hornacina con una estatua de San Fernando flanqueada por dos pequeñas columnas y rematada con una decoración de yeso. En los lados de la hornacina hay óculos flanqueados por pilastras estípites cajeadas con capiteles decorados con hojas de acanto como ménsulas. El tercer cuerpo tiene una ventana en el centro.
La cúpula del templo está cubierta con un tejado de cuatro lados.

### Interior de la iglesia
La iglesia es de una sola nave cubierta por bóveda de medio cañón con lunetas y arcos fajones. Tiene una cúpula gallonada y encamonada, sin tambor. El cantel de la puerta es una obra de carpintería realizada por Juan de Oviedo en 1698.
Las pinturas murales son de la década de 1680. Juan de Valdés Leal realizó las pinturas murales del presbiterio, la cúpula y la sacristía con la ayuda de su hijo Lucas Valdés. Fue Lucas Valdés quien realizó las pinturas murales del resto de la nave.
En los muros hay seis pinturas murales que imitan tapices y que representan lo siguiente:
- San Martín presidiendo la mesa del emperador[40]
- Carlos II cede su carroza a un sacerdote portador del viático[40]
- San Ambrosio niega la entrada en el templo al emperador Teodosio Magno[40]
- El emperador Constantino el Magno en el Concilio de Nicea[40]
- El papa San León detiene a Atila a las puertas de Roma[40]
- Federico Barbarroja pide perdón al papa Alejandro III[40]

La cúpula tiene ocho retratos de obispos de la primitiva Iglesia española:
- San Laureano Mártir, arzobispo de Sevilla[41]
- San Flaviano Confesor, arzobispo de Zaragoza[41]
- San Carpóforo Mártir, arzobispo de Sevilla[41]
- San Julián Confesor, obispo de Cuenca[41]
- San Fulgencio Confesor, obispo de Écija[41]
- San Cecilio Mártir, obispo de Elvira[41]
- San Ildefonso Confesor, arzobispo de Toledo[41]
- San Pío Mártir, arzobispo de Sevilla[41]

La bóveda está dividida en tramos decorados con un círculo, un elipse, otro círculo y otro elipse. El primer círculo se encuentra sobre el coro, el primer elipse muestra a ángeles sosteniendo el escudo de Castilla y León y una bandera con la Cruz de San Jorge. El segundo círculo muestra a ángeles niños llevando atributos iconográficos de San Fernando y San Pedro. El otro elipse muestra a ángeles tocando instrumentos musicales.
En los pilares de la nave de la iglesia había catorce pinturas de santos en óvalos realizadas por Lucas Valdés a finales del siglo XVII, de las cuales se conservan trece.
En la nave de la iglesia hay otras pinturas de pequeño formato que representan La curación del paralítico, El bautismo de Cristo, El Niño Jesús entre los doctores de la ley y Cristo bautizando a la Magdalena, todas de hacia 1700.
En el coro hay pinturas sobre mármol del siglo XVII que representan a Moisés salvado de las aguas, Las hijas de Lot, Susana y los viejos y Betsabé en el baño. También hay una pintura del Ecce Homo del siglo XIX y otra de San Francisco recibiendo los estigmas del siglo XVII.

#### Lado del Evangelio
En el lado izquierdo lo primero que se aprecia es una estatua de San Fernando sedente realizada por Pedro Roldán en 1698 y estofada por Lucas Valdés, que la entregó a la hermandad en mayo de 1699.
Luego está el retablo de San Jerónimo, del siglo XIX, con una estatua de este santo del siglo XVII.
Tras este está el retablo de la Concepción, realizado por Francisco de Barahona hacia el 1700. En el banco del retablo hay una estatua de San Esteban del siglo XVII. En los lados están las estatuas de los arcángeles San Miguel y San Rafael, del siglo XVIII. En el centro hay una imagen de la Inmaculada Concepción de hacia el 1700.
Tras esto está la puerta de acceso a la iglesia desde el patio principal. Pasada esta entrada hay un púlpito de mármol de Morón y madera realizado por Francisco de Barahona a comienzos del siglo XVIII. En los lados están las palabras en latín Audite (oíd), Intelligite (entended) y Custodite (guardad).
Tras el púlpito está el retablo del Crucificado, realizado por Juan de Oviedo en 1669. En el centro hay una pintura de Cristo crucificado, de comienzos del siglo XIX. En la parte superior del retablo están los escudos de San Fernando y San Pedro. También hay diversas estatuas: San Felipe, del siglo XIX; San Bruno, del siglo XVII; San Antonio de Padua, de principios del siglo XIX; y Santo Tomás de Aquino, de finales del siglo XVIII. En el banco del retablo hay un relicario con una escultura de la Inmaculada.
En este muro hay una pintura sobre madera de un ángel y dos pinturas flamencas sobre cobre del siglo XVII que representan la Adoración de los Pastores y el Martirio de San Pedro. También hay una pintura de la Inmaculada, realizada sobre mármol por Lucas Valdés hacia el 1700.

#### Lado de la Epístola
En el lado derecho hay una estatua de San Pedro sedente realizada por Pedro Roldán en 1698 y estofada por Lucas Valdés o alguien de su taller.
Luego está el retablo de la Oración en el Huerto, realizado por Francisco de Barahona hacia el 1700, con una pintura de esta escena del siglo XVII.
Tras este está el retablo de Santa Teresa, realizado en 1698 por Juan de Oviedo pero modificado en el siglo XIX. En los laterales están las estatuas de San Sebastián y San Roque del siglo XIX. En la hornacina central hay una estatua de Santa Rita del siglo XIX donada por María Luisa de Orleans. En el ático del retablo hay una escultura del Éxtasis de Santa Teresa del siglo XVII policromada por Lucas Valdés o alguien de su taller.
Luego está el retablo de San José, diseñado por Juan de Oviedo a partir de 1698 y modificado en el siglo XIX. En el centro hay una estatua de este santo de hacia el 1700. En los laterales hay estatuas de San Antonio y San Felipe del siglo XIX. En el ático hay un relieve del Sueño de San José estofado por Lucas Valdés.
Después se encuentra el retablo de la Inmaculada, realizado por Juan de Oviedo a partir de 1698, muy reformado en el siglo XIX. En los laterales se encuentran las estatuas de San Joaquín y Santa Ana mientras que en el banco se encuentran las estatuas de San Francisco de Asís y San Diego de Alcalá, todas del siglo XIX. En el centro hay una pintura de la Inmaculada que vino a sustituir a otra de Murillo del siglo XVII expoliada durante la invasión francesa de Sevilla del siglo XIX. La Inmaculada original estuvo expuesta en el Museo del Louvre y fue devuelta a España en 1941, estando actualmente en el Museo del Prado.
Tras esto, antes del presbiterio, hay dos pinturas sobre cobre flamencas del siglo XVII que representan la Adoración de los Reyes y el Martirio de San Pablo.

#### Presbiterio

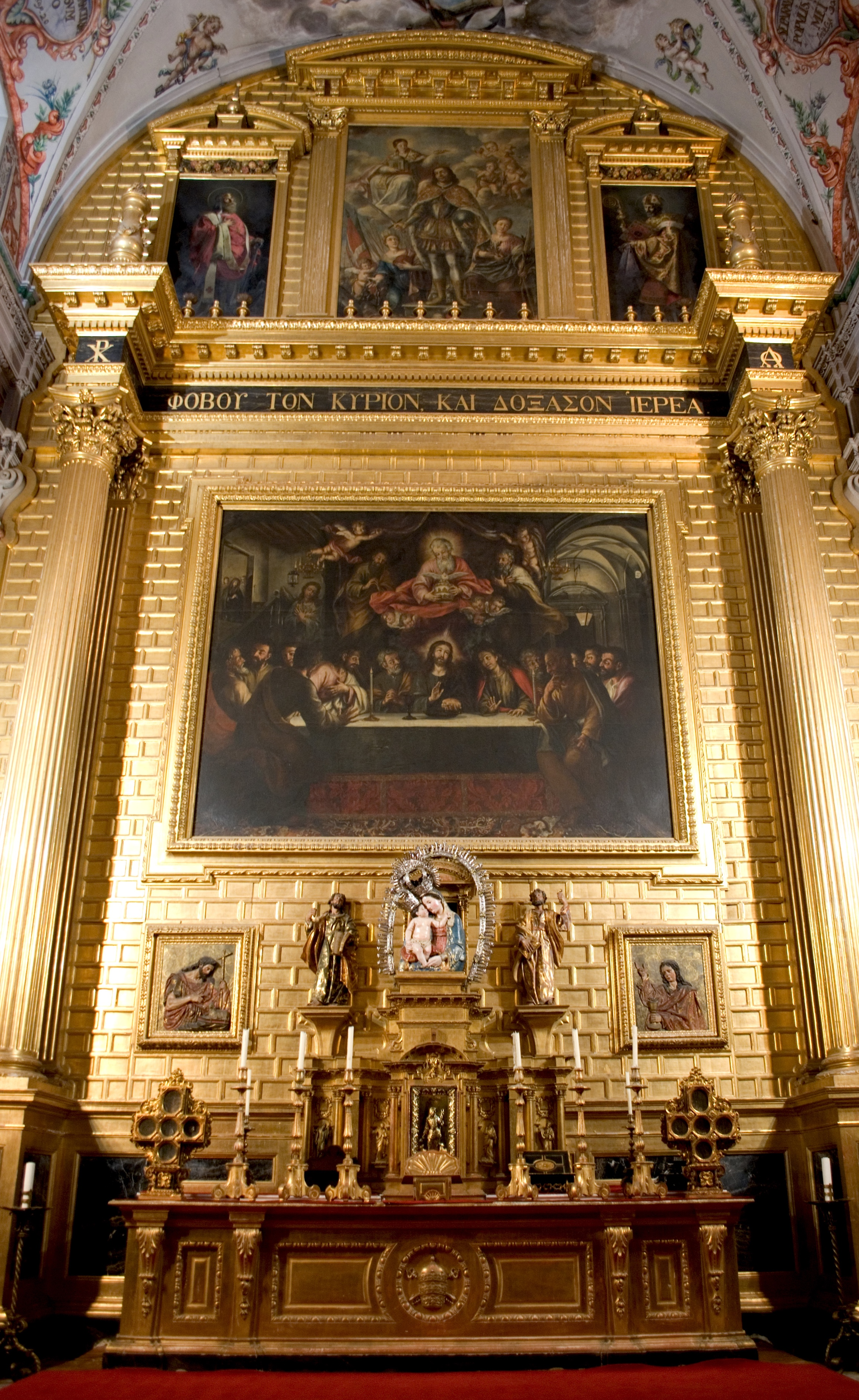
Retablo mayor de la iglesia.

En el techo del presbiterio se encuentra una pintura mural de Jesús flanqueado por San Pedro y San Clemente I.
En el muro derecho hay una pintura de San Fernando ante la Virgen de la Antigua de Lucas Valdés y en el izquierdo otra de San Fernando entregando la mezquita al infante arzobispo Felipe del mismo pintor.
En el muro izquierdo, debajo de la pintura de San Fernando, hay una urna de madera con reliquias de Santa Victoria.
En el muro derecho, debajo de la otra pintura de San Fernando, hay una urna de madera con reliquias de Santa Hantosa y una pintura sobre mármol de la Virgen con el Niño atribuida a Giovanni Battista Salvi da Sassoferrato.
El retablo mayor es obra de Vicente Ruiz de 1889. Tiene en el banco un sagrario de madera realizado por Francisco de Barahona en 1698 con relieves. Sobre el sagrario está la estatua de la Virgen de Belén, del siglo XVII, flanqueada por estatuas de San Pedro y San Pablo que fueron estofadas de nuevo en el siglo XIX. En cada lado de la parte inferior del retablo hay relieves de San Juan Bautista y de San Juan Evangelista, del siglo XVII. En el cuerpo principal del retablo hay una pintura de la Última Cena realizada por Lucas Valdés hacia el 1700. Sobre esta pintura hay una inscripción en griego que dice "Teme a Dios y honra al sacerdote". En la parte superior del retablo hay tres pinturas: la Apoteosis de San Fernando, realizada por Lucas Valdés, flanqueada por San Clemente y San Isidoro, realizadas por Virgilio Mattoni en 1891.

#### Órgano
El 6 de marzo de 1989 la Fundación Focus firmó un contrato con Gerhard Grenzing para fabricar un órgano para esta iglesia, que fue entregado en 1991 y situado en el coro.

### Sacristía
El techo de la sacristía se decora con la famosa pintura mural El Triunfo de la Santa Cruz, con un logradísimo efecto de perspectiva (trampantojo) que simula que el techo es más alto y sitúa en primer plano y a contraluz a un grupo de ángeles flotando en el aire con la cruz. 
Hay una cajonera de madera realizada en 1698 por Juan de Oviedo. También hay una mesa de mármol de principios del siglo XVIII y un espejo del siglo XVII.

### Otros objetos
Entre los objetos que pueden encontrarse en el hospital hay piezas de orfebrería de plata de entre los siglos XVI y XX como lámparas, copones, cálices y una arqueta. También puede destacarse dos crucifijos de marfil y tres piezas del siglo XVII de coral que son un San José con el Niño y dos carros alegóricos.

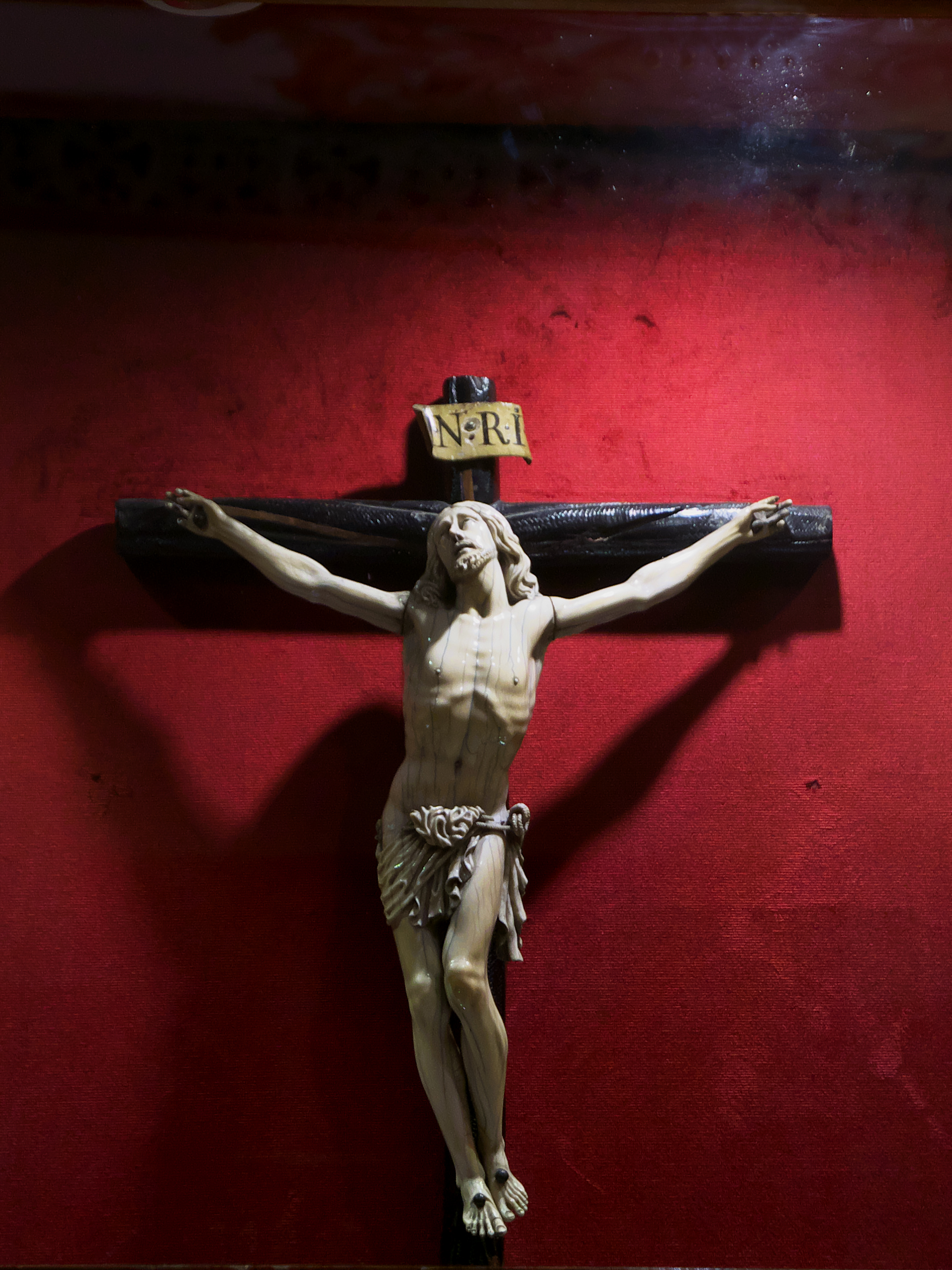
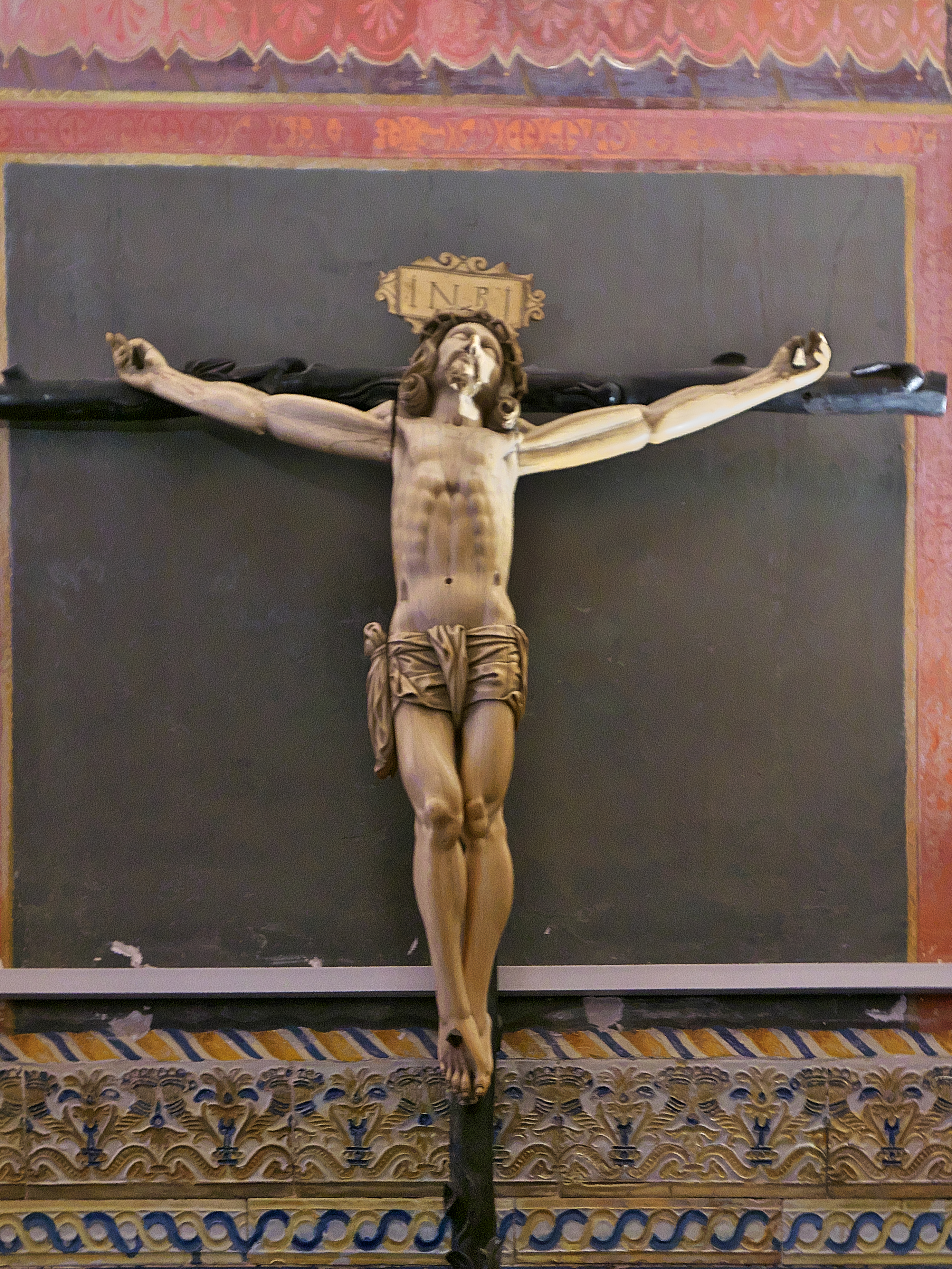

## Centro Velázquez
El Centro Velázquez se encuentra en una estancia de la planta alta. En ella pueden contemplarse los siguientes cuadros:
- Vista de Sevilla. Anónimo, c. 1660[3]
- Inmaculada Concepción con San Joaquín y Santa Ana. Francisco Herrera el Viejo, c. 1635[3]
- Retrato de Juan Martínez Montañés. Francisco Varela, 1616[3]
- Inmaculada Concepción. Diego Velázquez, c. 1617[3]
- Imposición de la casulla a San Ildefonso. Diego Velázquez, 1622-1623[3]
- Santa Catalina. Francisco Pacheco, 1608[3]
- Santa Inés. Francisco Pacheco, 1608[3]
- Santa Rufina. Atribuido a Diego Velázquez, 1629-1632[3]
- Sagrada Familia. Bartolomeo Cavarozzi, c. 1620[3]
- Fray Pedro de Oña. Francisco de Zurbarán, c. 1629[3]
- Inmaculada. Francisco de Zurbarán, c. 1650[3]
- San Pedro penitente. Bartolomé Esteban Murillo, c. 1675[3]